# Константин Атанасов (Държавна сигурност)
Константин (Дичо) Иванов Атанасов е български офицер от Държавна сигурност (генерал-майор), функционер на Българската комунистическа партия (БКП) и дипломат.

## Биография
Константин Атанасов е роден на 3 юни 1922 г. в Николаевка, Варненско. От 1936 г. е член на Работническия младежки съюз (РМС), а от 1941 г. и на БКП. Деец на РМС и Българския общ народен студентски съюз. През 1943 г. е арестуван и осъден на 15 години затвор. Освободен е след Деветосептемврийския преврат през 1944 г.
Започва работа като инструктор и завеждащ сектор в Областния комитет на БКП във Варна. През 1947 г. е назначен за инструктор в ЦК на БКП, а по-късно е завеждащ отдел „Кадри“ при ЦК на БКП.
През 1951 година започва работа в разузнавателния отдел на Държавна сигурност и веднага е изпратен под дипломатическо прикритие на работа в Белград. Към 1954 г. вече е заместник-началник на Първо управление. През 1959 – 1962 година е резидент на разузнаването за Турция със седалище в Истанбул, а през 1964 година оглавява разузнавателното управление. През май 1967 година е уволнен заедно с други ръководители от управлението, тъй като не успяват да дадат никакви предварителни разузнавателни данни за военния преврат в Гърция през април. Според някои източници за уволнението му допринасят и разногласия по кадрови въпроси със заместник-председателя на Държавна сигурност Мирчо Спасов.
След уволнението му от Държавна сигурност Константин Атанасов работи в апарата на Централния комитет на БКП, където в периода 1969 – 1973 г. е заместник-завеждащ Отдел „Международни връзки“. През 1973 г. е назначен за заместник-посланик на България в Съветския съюз с ранг на посланик. Между 1977 и 1983 г. е посланик на България във Франция. От 1983 г. е първи заместник-завеждащ отдел „Външна политика и международни връзки“ при ЦК на БКП. От 1976 до 1981 г. е кандидат-член на ЦК на БКП, а от 1981 до 1990 г. е член на ЦК на БКП. Награждаван е с орден „Георги Димитров“.